# Katarzyna Doraczyńska

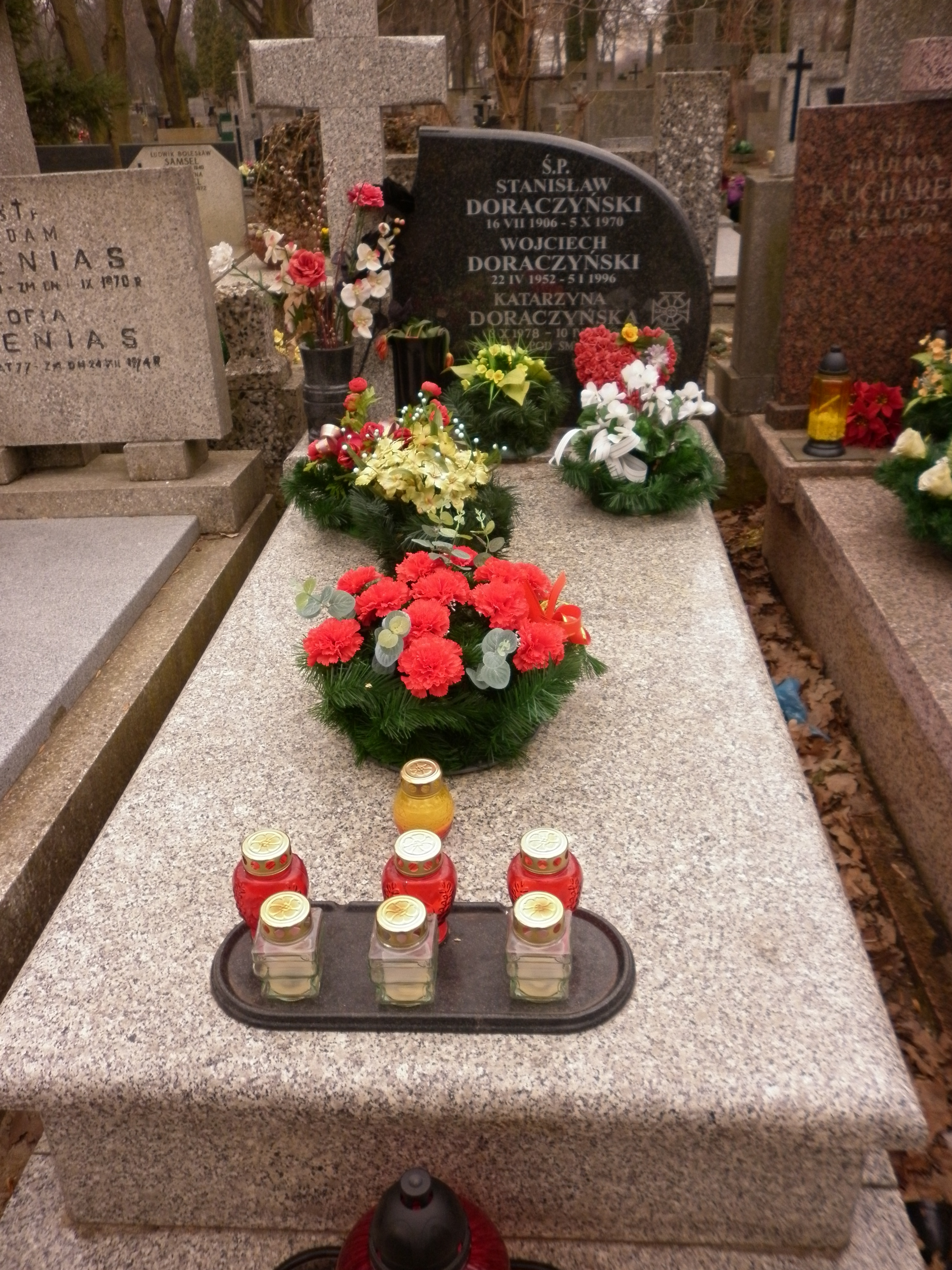
Nagrobek Katarzyny Doraczyńskiej na cmentarzu Bródnowskim w Warszawie

Katarzyna Agata Doraczyńska (ur. 3 października 1978 w Warszawie, zm. 10 kwietnia 2010 w Smoleńsku) – polska działaczka polityczna, harcerska i samorządowa.

## Życiorys
Ukończyła studia na Uniwersytecie Warszawskim – Wydział Pedagogiczny o specjalizacji andragogicznej. Ukończyła studia doktoranckie w PAN (w Collegium Civitas) z zakresu nauk politycznych.
Pracę zawodową zaczęła w biurze prasowym Prawa i Sprawiedliwości. Od listopada 2005 doradca ds. mediów premiera Kazimierza Marcinkiewicza. Była również rzecznikiem prasowym ministerstwa sportu. Pracowała przy polskiej aplikacji do organizacji mistrzostw UEFA EURO 2012. Od 2007 roku pracowała w Kancelarii Prezydenta RP, w ostatnim okresie życia - na stanowisku zastępcy dyrektora gabinetu szefa Kancelarii. 
Jesienią 1989 r. została harcerką 22 Warszawskiej Drużyny Harcerek „Olszyna” na Grochowie, a potem instruktorką Związku Harcerstwa Rzeczypospolitej. Od września do grudnia 1994 roku pełniła funkcję przybocznej, a następnie objęła na 4 lata (do 1998 r.) funkcję drużynowej 22 Warszawskiej Drużyny Harcerek „Jaworzyna” - hufiec Grochów, Warszawa. W latach 2001–2006 została wybrana członkiem i skarbnikiem Zarządu Obwodu Praga-Południe ZHR. Już jako podharcmistrzyni przez dwie kadencje, od 2004 do 2008 roku, pełniła funkcję wiceprzewodniczącej Zarządu Okręgu Mazowieckiego ZHR. 
W 2002 r. rozpoczęła działalność samorządową. Dostała się do stołecznego Samorządu Osiedla Kamionka Kamionek a następnie została radną dzielnicy Praga-Południe w Warszawie. Mandat samorządowca otrzymała także w kolejnej kadencji (2006–2010) Rady Osiedla Kamionek oraz Rady Dzielnicy Praga-Południe. W samorządzie Kamionka przez dwie kadencje pełniła funkcję członka zarządu. 
10 kwietnia 2010 zginęła w katastrofie polskiego samolotu Tu-154M w Smoleńsku w drodze na obchody 70. rocznicy zbrodni katyńskiej. 20 kwietnia 2010 została pochowana na cmentarzu Bródnowskim w Warszawie (kwatera 112S-3-5).

## Odznaczenia i wyróżnienia
- Krzyż Kawalerski Orderu Odrodzenia Polski (16 kwietnia 2010 roku, pośmiertnie)[4]
- Krzyż Honorowy Związku Harcerstwa Rzeczypospolitej – AD AMICUM (17 kwietnia 2010, pośmiertnie)[5]
- Tytuł "Zasłużony dla Miasta Skórcz" (16 maja 2010, pośmiertnie)[6]
- Tytuł "Zasłużony dla Warszawy" (9 września 2010, pośmiertnie)[7].
- Krzyż Honorowy ZHR „Semper Fidelis” (2010)[8]